# Abu Sufyan
Abū Sufyān Ṣakhr ibn Ḥarb ibn Umayya ibn ʿAbd Shams (La Mecca, 565 – Medina, 650) è stato un mercante e generale arabo meccano dei Banū ʿAbd Shams che, dopo la morte di Abū Jahl al-Makhzūmī e prima della sua conversione, funse da capo morale dei Coreisciti pagani ostili all'Islam.
Abū Sufyān b. Ḥarb (in arabo أبو سُفيان بن حرب‎?), chiamato anche Abū Ḥanẓala - che a lungo fu uno dei più risoluti nemici di Maometto - si convertì alla vigilia della conquista di Mecca (630) e, con lui, i suoi figli Yazīd e Muʿāwiya (quest'ultimo riservatamente convertitosi nel 628), che entrarono subito a far parte della cerchia più intima del Profeta ricoprendo incarichi non secondari nella Umma.
Fintanto che rimase un pagano, fu sposato a Hind bt. ʿUtba, che nella battaglia di Uhud aveva squarciato l'addome dello zio del Profeta, Hamza b. ʿAbd al-Muṭṭalib, mordendone selvaggiamente il fegato in segno di vendetta postuma, a causa della morte di suo padre ʿUtba, ucciso dai musulmani nella battaglia di Badr.
Da musulmano partecipò alla battaglia di Ḥunayn e alla susseguente distruzione del tempio della divinità pagana di al-Lāt a Ṭāʾif. Dopo la morte di Muḥammad fu forse nominato Governatore dell'oasi di Najrān dal Califfo Abū Bakr per un periodo non quantificabile. Abū Sufyān prese anche parte alla battaglia dello Yarmūk contro i Bizantini, nel Siria. I suoi figli ebbero il comando delle forze islamiche nell'area siriana e, dopo la morte del fratello maggiore Yazīd, Muʿāwiya divenne di quelle regioni il primo Governatore.